# Daniel Besnehard
Pour les articles homonymes, voir Besnehard.
Daniel Besnehard (né le 5 février 1954 à Bois-Colombes), est un dramaturge et écrivain français.
Il est le frère jumeau hétérozygote du producteur de cinéma, Dominique Besnehard.

## Biographie
Titulaire d'une licence de philosophie et d'une maîtrise de théâtre, il commence en 1978, sa carrière de dramaturge à la Comédie de Caen où il restera sept ans. À partir de 1986, en plus de son métier initial, Daniel Besnehard officie en tant que secrétaire général dans un Centre dramatique national, le Nouveau théâtre d'Angers.
En 1987, il écrit un livret d'opéra inspiré du roman La Marche de Radetzky de Joseph Roth, pour le metteur en scène de l'Opéra national du Rhin de Strasbourg, Pierre Barrat. La même année, il obtient le Prix de la meilleure création d'une pièce en langue française du Syndicat de la critique pour sa pièce de théâtre, Arromanches.
Depuis le début de sa carrière, Daniel Besnehard est l'auteur d'une vingtaine de pièces de théâtre, parmi lesquelles Les Mères grises (1978), L'Étang gris (1982), Neige et sables (1986), Arromanches (1987), Mala Strana (1988), L'Ourse blanche (1990), L'Enfant d'Obock (1994), collaborant pour celles-ci avec Claude Yersin, d'abord à la Comédie de Caen puis au Nouveau théâtre d'Angers. Il a également travaillé avec Guy Rétoré : Clair d'usine (1983) est le résultat d'une expérience de six mois sur le monde du travail. Leur collaboration se poursuit avec l'adaptation du roman de Roger Vailland 325 000 francs présentée au théâtre de l'Est parisien en 1984 et avec Clair de terre, créée en 1989.
En 1984, Daniel Besnehard a reçu le prix « Nouveau Talent Théâtre » de la SACD pour Passagères (mise en scène Philippe Mercier, au Théâtre de l'Athénée).
Occasionnellement, il tient des chroniques dans des revues spécialisées comme Europe ou Théâtre/Public.

## Œuvres

### Pièces de théâtre
- 1977 : À vif
- 1977 : L'Œuf pourri
- 1977 : Les Eaux grises
- 1977 : Charlotte F...
- 1978 : Les Mères grises
- 1982 : L'Étang gris
- 1983 : Clair d'usine
- 1983 : Épreuves
- 1984 : Passagères (Prix Nouveau Talent Théâtre de la SACD)
- 1986 : Neige et sables
- 1986 : Internat
- 1987 : Arromanches (Prix de la meilleure création d'une pièce en langue française du Syndicat de la critique)
- 1988 : Mala Strana
- 1989 : Clair de terre
- 1990 : L'Ourse blanche
- 1993 : Marindira
- 1993 : Le Petit Maroc
- 1994 : L'Enfant d'Obock
- 1998 : Hudson River
- 2003 : Bogolan's Blues

#### Publications
- 1984 : Passagères / Épreuves, théâtre, coll. « Répertoire contemporain », 80 p., Edilig coll. « Théâtrales » •  (ISBN 978-2-85601-660-2)
- 1986 : Mala Strana (Un exil discret) / Neige et Sables / Arromanches, théâtre, coll. « Répertoire contemporain », 96 p., Edilig coll. « Théâtrales » •  (ISBN 978-2-85601-135-5)
- 1989 : Internat / L'Ourse Blanche, théâtre, coll. « Répertoire contemporain », 128 p., Edilig coll. « Théâtrales » •  (ISBN 978-2-85601-205-5)
- 1992 : Passagères, théâtre, 112 p., L'Avant-scène théâtre •  (ISBN 978-2-74980-329-6)
- 1994 : L'Enfant d'Obock / Le Petit Maroc, théâtre, coll. « Répertoire contemporain », 112 p., Éditions Théâtrales •  (ISBN 978-2-90781-051-7)
- 1999 : Pupuce, roman, 175 p., Éditions Julliard •  (ISBN 2-26001-445-3)
- 1999 : Hudson River, un désir d’exil / Charlotte F…, théâtre, coll. « Répertoire contemporain », 96 p., Éditions Théâtrales / Coédition Nouveau Théâtre d'Angers •  (ISBN 978-2-84260-035-8)
- 2009 : Vaches noires / Arromanches, théâtre, 96 p., Éditions Julliard •  (ISBN 978-2 26001-815-5)

### Romans
- 2001 : Décalé, roman, 175 p., Éditions Julliard •  (ISBN 2-26001-581-6)
- 2006 : Doublon, roman, 188 p., Éditions Julliard •  (ISBN 2-26001-716-9)
- 2006 : Doublon, roman, 188 p., Éditions Julliard •  (ISBN 2-26001-716-9)

### Essais
- 1990 : Comédiennes en mémoire, essai, 160 p. Actes Sud •  (ISBN 978-2-86869-624-3) - Entretiens avec plusieurs comédiennes notamment Nathalie Baye, Françoise Fabian et Jeanne Moreau.

## Récompenses et distinctions
- 1984 : Prix Nouveau Talent Théâtre de la SACD pour Passagères, mise en scène par Philippe Mercier, au Théâtre de l'Athénée
- 1987 : Prix de la meilleure création d'une pièce en langue française du Syndicat de la critique pour Arromanches, mise en scène Claude Yersin, coproduction Nouveau théâtre d'Angers-Théâtre Ouvert